# Aroroy
Aroroy ist eine philippinische Stadtgemeinde in der Provinz Masbate. Sie hat 86.168 Einwohner (Zensus 1. August 2015).

## Baranggays
Aroroy ist politisch in 41 Baranggays unterteilt.
| - Ambolong - Amoroy - Amutag - Bagauma - Balawing - Balete - Bangon - Cabangcalan - Cabas-An - Calanay - Capsay - Concepcion - Dayhagan - Don Pablo Dela Rosa | - Gumahang - Jaboyoan - Lanang - Luy-a - Macabug - Malubi - Managanaga - Manamoc - Mariposa - Mataba - Matalangtalang - Matangog - Nabongsoran - Pangle | - Panique - Pinanaan - Poblacion - Puro - San Agustin - San Isidro - Sawang - Syndicate - Talabaan - Talib - Tigbao - Tinago - Tinigban |

## Wirtschaft
Die landesweit größte Goldmine befindet sich derzeit etwa vier Kilometer südwestlich von Aroroy und gehörte zwischen 1980 und 1994 zum philippinischen Unternehmen Atlas. Seit 2007 hält die australische CGA Mining indirekt die Mehrheit an der Goldmine. 2012 wurde CGA Mining durch das australische Unternehmen B2Gold übernommen. Auch 2016 wurden  157.591 Unzen Gold gefördert und die Förderung 2017 liegt nur wenig darunter.